# Drslavice (kraj południowoczeski)
Drslavice – miejscowość i gmina (obec) w Czechach, w kraju południowoczeskim, w powiecie Prachatice. W 2022 roku liczyła 97 mieszkańców.

## Zabytki
- Twierdza w Drslavicach(inne języki)